# Volksstimme (Österreich)
Die Tageszeitung Österreichische Volksstimme war das Organ bzw. später Zentralorgan der Kommunistischen Partei Österreichs (KPÖ) und das Nachfolgeorgan der Roten Fahne (1919–1939). Heute ist die Volksstimme ein politisches Printmagazin mit begleitendem Blog und erscheint 10 Mal im Jahr.

## Geschichte
Die erste Ausgabe der Österreichische Volksstimme erschien am 5. August 1945. Ergänzend zur bundesweit erscheinenden Volksstimme wurden Regionalausgaben in den Bundesländern herausgegeben: So wurde ab dem 30. Oktober der Volkswille der KPÖ im Bundesland Kärnten publiziert (1952–1990 als Mantelblatt der Volksstimme).
Ab dem 22. Februar 1957 lautete ihr Titel nur noch Volksstimme. Der Samstagausgabe, die als Wochenendausgabe erschien, war ein 6- bis 8-seitiger Magazinteil unter dem Titel „Wochenend-Panorama“ beigelegt. Die Produktion und der Vertrieb der Volksstimme erfolgte über den KPÖ-eigenen Globus Verlag.
Im Zuge einer Parteikonferenz wurde auf Empfehlung der Vorsitzenden Walter Silbermayer und Susanne Sohn die Einstellung der Tageszeitung beschlossen. Die letzte Ausgabe erschien am Wochenende des 3./4. März 1991. Als ihre Fortsetzung gilt die sozialistische Wochenzeitung Salto, die von April 1991 bis Ende Februar 1993 erschien. Mit dem Novum-Urteil im Jahr 2003, mit dem entschieden wurde, dass Eigentümer des beträchtlichen Firmenvermögens nicht die KPÖ, sondern die DDR und in deren Nachfolge das vereinigte Deutschland war, konnte sich die Partei die seit dem 5. Januar 1994 wöchentlich wieder als Volksstimme erscheinende Zeitung nicht mehr leisten und stellte sie ein.
Von 1. Mai 2004 bis Mai 2009 erschien monatlich die Zeitschrift unter dem veränderten Titel Volksstimmen, mit 1. September 2009 erfolgte ein Neustart als politisches Monatsmagazin mit dem Originaltitel Volksstimme, das unter der Leitung von Mirko Messner herausgegeben wurde. 2016–2018 fungierte Michael Gruberbauer als Herausgebervertreter. Seit 2018 arbeitet eine ehrenamtliche und basisdemokratische Redaktion am Erscheinen der Zeitschrift.

## Chefredakteure 1945 bis 1991
- Erwin Zucker-Schilling (1945–1957)
- Erwin Scharf (1957–1965)
- Franz West (1965–1969)
- Hans Kalt (1970–1982)
- Michael Graber (1982–1990)
- Ulrich Perzinger

## Redakteure 1945 bis 1991
Peter Aschner, Georg Auer, Alfred Bartel, Richard Blaas, Kurt Castka, Ernst Eppler, Erich Feichtinger, Ernst Fettner, Bruno Frei, Karl Frick, Bruno Furch, Leo Furtlehner, Fritz Glaubauf, Michael Graber, Gerald Grassl, Judith Gruber, Rainer Grünwald, Franz Hager, Lutz Holzinger, Otto Horn, Leopold Hornik, Alexander-Sascha Huber, Otto Janecek, Eugenie Kain, Franz Kain, Hans Kalt, Edmund Theodor Kauer, Erwin Kisser, Jenö Kostmann, Vene Maier, Heinz Markstein, Ulrich Perzinger, Werner Pirker, Curt Ponger, Eva Priester, Andreas Rasp, Helmut Rizy, Hilde Röder, Jakob Rosner, Gerda Rothmayer-Freistadt, Rolf Rothmayer, Erwin Scharf, Peter Sohn, Robert Sommer, Franz Stadler, Kurt Benz, Hermann Stuppäk, Walter Wachs, Heinz Wagner, Arthur West, Franz West, Ernst Wimmer, Peter Wimmer, Martin [Max] Weidinger, Hans Wolker, Erwin Zucker-Schilling.

## Pressefotografen
Oscar Horowitz, Michael Horowitz, Franz Hausner, Erwin Schuh, Robert Newald

## Karikaturisten
Kóra, Karl Berger, Hans Auer

## Volksstimmefest
Das Volksstimmefest war das Pressefest der Tageszeitung „Volksstimme“, ein Wiener Volksfest, das seit 1946 jährlich bis zum heutigen Tag, mit einer einzigen Unterbrechung im Jahre 2004, auf der Jesuitenwiese – früher auch auf der Arenawiese – im Wiener Prater durch die KPÖ organisiert wird. In den 1970er und 1980er Jahren waren die Höhepunkte dieses Festes das Sportfest, die Lesung namhafter Autoren unter dem Titel Linkes Wort, die Galerie Rotpunkt und das jährlich größte Feuerwerk in Wien.